# Elena Esposito

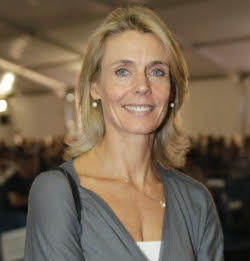
Elena Esposito, 2018

Elena Esposito (* 21. Oktober 1960 in Mailand) ist eine italienische Soziologin, Schriftstellerin und Professorin an der Universität Bielefeld sowie Professorin an der Universität Bologna.

## Leben
Elena Esposito studierte an der Universität Bologna zunächst Politikwissenschaft (Diplom 1983 bei Giuliano Piazzi) und danach Philosophie (Diplom 1987 bei Umberto Eco). Von 1986 bis 1990 studierte sie als Stipendiatin des DAAD das Fach Soziologie an der Universität Bielefeld und wurde  1990 bei Niklas Luhmann promoviert. Ihre Habilitation erfolgte 2001 ebenfalls an der Universität Bielefeld. Seit 2016 ist sie Professorin für Soziologie an der Fakultät für Soziologie in Bielefeld. Von 2016 bis 2019 war sie Außerordentliche Professorin an der Universität Modena und Reggio Emilia. Seit 2019 ist sie Professorin für Soziologie an der Universität Bologna.
Als Vertreterin der soziologischen Systemtheorie hat Esposito zahlreiche Publikationen zur Gesellschaftstheorie, Medientheorie, Gedächtnistheorie, zur Soziologie der Mode, zur Soziologie der Finanzmärkte, zur Soziologie der Vorhersage und zur Soziologie der Algorithmen veröffentlicht.
Ihre aktuellen Forschungsprojekte konzentrieren sich auf eine Soziologie der Algorithmen.
Esposito ist Mitherausgeberin der Fachzeitschrift Sociologica.
Im Jahr 2020 wurde sie zum ordentlichen Mitglied der Academia Europaea gewählt.
Elena Esposito wohnt in Bologna.

## Veröffentlichungen (Auswahl)
- GLU. Glossar zu Niklas Luhmanns Theorie sozialer Systeme. Gemeinsam mit Claudio Baraldi und Giancarlo Corsi. Suhrkamp, Frankfurt am Main 1997.
- Soziales Vergessen. Formen und Medien des Gedächtnisses der Gesellschaft. Suhrkamp, Frankfurt am Main 2002.
- Die Verbindlichkeit des Vorübergehenden: Paradoxien der Mode. Aus dem Italienischen von Alessandra Corti. Suhrkamp, Frankfurt am Main 2004.
- Il "fragmentum Grenfellianum" (P. Dryton 50) : introduzione, testo critico, traduzione e commento. (= Eikasmos. Studi, Band 12). Dissertation Bologna 2000. Pàtron editione, Bologna 2005, ISBN 88-555-2879-3.
- mit Giancarlo Corsi (Hrsg.): Reform und Innovation in einer unstabilen Gesellschaft. Lucius und Lucius, Stuttgart 2005, ISBN 978-3-8282-0302-0.
- Die Fiktion der wahrscheinlichen Realität. Suhrkamp, Frankfurt am Main 2007, ISBN 978-3-518-12485-7.
- Die Zukunft der Futures. Die Zeit des Geldes in der Finanzwelt und Gesellschaft. Aus dem Italienischen von Alessandra Corti. Carl-Auer, Heidelberg 2010, ISBN 978-3-89670-725-3.
- Die Konstruktion der Unberechenbarkeit. In: Armen Avanessian, Suhail Malik (Hrsg.): Der Zeitkomplex. Postcontemporary. Merve, Berlin 2016, ISBN 978-3-88396-380-8, S. 37–42.
- Artificial Communication: How Algorithms Produce Social Intelligence. MIT Press, Cambridge 2022, ISBN 978-0-262-04666-4.
- Kommunikation mit unverständlichen Maschinen. Residenz Verlag, Wien / Salzburg 2024, ISBN 978-3-7017-3609-6.

## Periodika
- Seit 2000: Mitherausgeberin der Zeitschrift Soziale Systeme[6]
- Seit 2003: Beiratsmitglied der Zeitschrift Erwägen Wissen Ethik[7]